# Falsomoechotypa kaszabi
Falsomoechotypa kaszabi är en skalbaggsart som beskrevs av Stefan von Breuning 1954. Falsomoechotypa kaszabi ingår i släktet Falsomoechotypa och familjen långhorningar. Inga underarter finns listade i Catalogue of Life.